# BaliMurphy
 (décembre 2024).

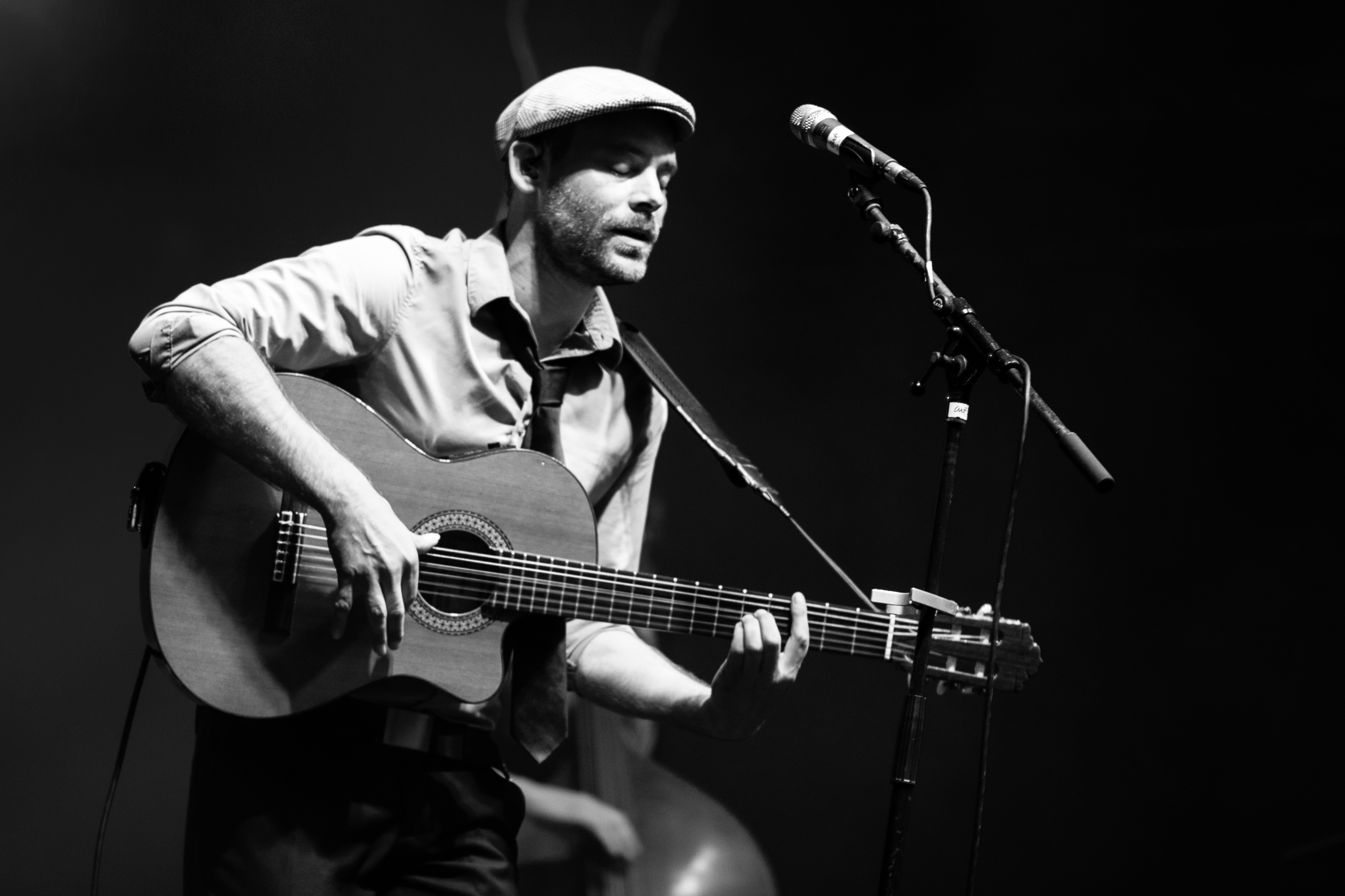
Au Brussels Summer Festival en 2012.

BaliMurphy est un groupe musical belge, originaire de Bruxelles.

## Discographie
- Nos voiles (2017)
- La Déroute (2012)
- Poussière (2008)
- L'Homme Descend du Tram (2005)
- La Valise (2003)

## Formation
- Cédric Van Caillie - chant, guitare
- Rodolphe Maquet - contrebasse, basse
- Martin Lauwers - violon, piano
- Rémi Rotsaert - guitares électriques, banjo, mandoline
- Mathieu Catala - batterie, percussions, chant

## Illustrations
- Jean-François Spricigo - Nos voiles (photographies)
- Jeff Bertemes - Nos voiles (graphisme)
- Frédéric Penelle - La Déroute
- Frédéric Hallier, d'après une photographie originale de Norbert Ghisoland - Poussière
- Nicolas Grimaud - L'Homme Descend du Tram
- Myriam Butaye - La Valise
- Jean-François Spricigo - spectacle "Au Film du Temps"
- Olivier Dressen - clip "Le Totem du Progrès"

## Collaborateurs récurrents et anciens membres
- François Delvoye - auteur, guitare
- Kris Dane - direction artistique, percussions (La Déroute)
- Charlotte Danhier - violoncelle, xilophone, toypiano, percussions (depuis 2008)
- Nicolas Stevens - violon (depuis 2008)
- Jonathan DeNeck - accordéon (Poussière, La Déroute)
- Michel Massot - tuba, trombone (La Déroute)
- Sébastien Derock - accordéon, trombone, trompinette
- Céline 'Lili' Desrues - violoncelle
- Sébastien Creppe - saxophone
- Dan Miller - guitare
- Simon Menot - clarinette (Poussière)
- Gilles Kremer - hélicon (Poussière)
- Luc Lambert - trompette (Poussière)
- Quentin Mertens - percussions (La Valise, L'Homme Descend du Tram)
- Gautier Massabuau - violon (La Valise, L'Homme Descend du Tram)
- Marie Warnant - chant (1999 - 2002)

## Techniciens
- Thomas Vanneste - ingé son live
- Laurent Mathoux - ingé son live
- Stéphane Tilmant - ingé son retour
- Rudy Coclet et Géraldine Capart - réalisation de "La Déroute"
- Renaud Houben - réalisation de "Poussière"
- Yves 'Duke' Bauduin - réalisation de "L'Homme Descend du Tram"
- Eric Renwart - réalisation de "La Valise"